# Vena ascellare
La vena ascellare è la continuazione della vena brachiale e origina presso il margine inferiore del muscolo grande pettorale nel punto in cui confluisce la vena basilica, accoglie la vena cefalica nella parte terminale. La vena termina presso il margine laterale della prima costa diventando vena succlavia. Lungo il suo decorso è affiancata dall'arteria ascellare. Il nome latino è vena axillaris.